# ليو سميث (نحات)
ليو سميث (بالإنجليزية: Leo Smith)‏ هو نحات أمريكي، ولد في 1947 في مينيسوتا في الولايات المتحدة.